# Biocontrôle
Le biocontrôle, selon la définition reconnue uniquement en France, est « l’ensemble des méthodes de protection des végétaux qui utilisent des mécanismes naturels. Il vise à la protection des plantes en privilégiant l’utilisation de mécanismes et d’interactions qui régissent les relations entre espèces dans le milieu naturel ».

## Origine et définitions du Biocontrôle
Le terme « Biocontrôle » est supposé être l’abrégé du terme anglo-américain « biological control » utilisé dans différents domaines de la biologie.
Selon la spécialisation des auteurs, il existe plusieurs définitions du biocontrôle. A l'heure actuelle, le mot « biocontrôle » est généralement employé, en France uniquement, au sens de « produits de biocontrôle », certains auteurs considère donc que l'amélioration des plantes par la génétique, ou l'usage de médiateurs chimiques tels que les phéromones, n'en font pas partie.
Il se place comme un sous ensemble de la protection biologique intégrée qui recouvre également la lutte intégrée et la lutte biologique.

## Modalités
La mise en œuvre du biocontrôle doit se faire selon les principes de la protection intégrée, c'est-à-dire en privilégiant l’emploi de moyens de protection vivants ou issus du vivant, l'objectif étant de compléter la prophylaxie et la protection conventionnelle en phase de développement épidémique. Cela entraîne successivement différentes actions peu dissociables :
- la priorité aux moyens d’action biologiques qui existent déjà dans l’agroécosystème
- le choix des cultures et des variétés tolérantes ou résistantes qui minimisent la pression des organismes nuisibles
- l'utilisation des agents de lutte vivants.

### Agents du biocontrôle
Ces agents sont habituellement classés en quatre catégories :
- les macro-organismes[5] invertébrés
- les micro-organismes

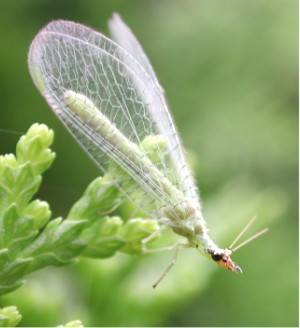
Les larves de chrysope peuvent dévorer de nombreux ravageurs des plantes cultivées

- les médiateurs chimiques tels que les phéromones, les substances allélochimiques (allomones  et kairomones) et les phytophéromones[6]
- les substances naturelles d'origine animale, végétale ou minérale

Ces 3 dernières catégories sont des produits phytopharmaceutiques de biocontrôle et doivent bénéficier d'une Autorisation de Mise sur le Marché. Les macro-organismes non-indigènes doivent bénéficier quant-à-eux d'une Autorisation d'Entrée sur le Territoire et d'Introduction dans l'Environnement.
La liste officielle des produits de biocontrôle, en France, est diffusée par le ministère chargé de l'agriculture dans son bulletin officiel sous forme de note de service.

### Stratégies de lutte
Ces outils de biocontrôle peuvent être utilisés dans le cadre de différentes stratégies de mise en œuvre : 
- la lutte par conservation : on cherche à sédentariser la population des agents endémiques déjà en place
- la lutte par augmentation : on augmente la cohorte de macro et micro organismes en procédant à des lâchers. L'augmentation peut également concerner la réaction de défense naturelle de la plante via des Stimulateurs de Défense des Plantes (SDP) ou éliciteurs
- la lutte par importation : on introduit et on acclimate des ennemis naturels des ravageurs. Toutefois des procédures de quarantaine doivent être observées pour garantir l'absence d'effets involontaires
- la lutte par perturbation : on cherche à perturber le cycle du ravageur par la compétition trophique ou spatiale, le parasitisme, la limitation du cycle reproduction (par des phéromones de confusion sexuelle ou des lâchers de ravageurs mâles stériles)

## Développement du biocontrôle

### Réglementation
Le contexte réglementaire français, avec la Loi Labbé du 6 février 2014 et la loi de transition énergétique du 17 août 2015, vise à encourager le développement du biocontrôle comme solution pour la protection des végétaux. A ce titre les produits de biocontrôle ont une procédure d'instruction prioritaire et accélérée pour leur évaluation et leur autorisation de mise sur le marché par l'ANSES. Ces produits ont également les aménagements réglementaires suivants : 
- exemption d'interdiction de publicité commerciale
- exemption d'obligation d'agrément pour l'application en prestation de service
- exemption de la réduction de leur utilisation dans le cadre du Plan Ecophyto
- exemption d'interdiction en vente en libre service pour les particuliers
- TVA réduite
- utilisables par les collectivités même après le 1er janvier 2017 et par les particuliers après le 1er janvier 2019

Au titre des articles L.253-5 et L.253-7 du code rural et de la pêche maritime, une note établit la liste des produits phytopharmaceutiques de biocontrôle, ainsi que la méthodologie d'élaboration de la liste.

### Recherche et développement
Les produits de biocontrôle font l'objet de nombreux projets de recherche. En France, ils sont produits dans leur grande majorité par des PME spécialisées.

## Limites actuelles
Les solutions proposées sont pour l'instant en deçà des promesses qu'elles ont suscitées pour différentes raisons telles que :
- le manque de connaissances sur le fonctionnement des agro-écosystèmes
- la durabilité des solutions proposées : en particulier en cas de contournement de résistance, d'arrivée de nouveaux bio-agresseurs
- les domaines sans solutions pratiques proposées tels que : la gestion des adventices, les attaques concomitantes  de plusieurs  ravageurs (pyrale + sésamie sur maïs) ou de différentes maladies (mildiou et oïdium sur vigne)
- les contraintes économiques et organisationnelles : coût en main d’œuvre, coût des solutions, aspects logistiques liés à la conservation d'organismes vivants, etc.

### Exemples de méthodes utilisant le biocontrôle
- Lutter contre le mildiou de la pomme de terre avec des spécialités à base de phosphonates. Ces phosphonates mobilisent deux modes d’action complémentaires, une action fongicide directe sur le mildiou combinée à une stimulation des défenses de la plante[10]